# Danny Huwé
Danny Huwé (ur. 1 grudnia 1943 w Geraardsbergen, zm. 24 grudnia 1989 w Bukareszcie) – belgijski dziennikarz. Został zabity  w 1989  roku podczas rewolucji w Rumunii.

## Życiorys
Pracował dla  komercyjnego kanału telewizyjnego we Flandrii, Vlaamse Televisie Maatschappij (VTM). Wcześniej był zatrudniony jako dziennikarz radiowy w Vlaamse Radio- en Televisieomroeporganisatie (VRT). W państwowym radiu i telewizji pracował z dziennikarzami takimi jak: Rudi Dufour, Rudi Vranckx, Mark Ooms i Piet Deslé.
Huwé został zamordowany 24 grudnia 1989 w Bukareszcie. Ekipa stacji VTM aby przeprowadzić relację z wydarzeń wylądowała w Sofii i samochodami udała się go stolicy Rumunii. Po wjeździe do miasta zgubili drogę i przypadkowo znaleźli się w pobliżu koszar straży granicznej. Zostali ostrzelani, a snajper trafił dziennikarza w głowę podczas próby nagrania relacji z wydarzeń. Pracującym wraz z nim asystent dźwięku i dwóch operatorów udało się schować, a po kilku godzinach uciec z pola ostrzału. Początkowo jego śmierć była przypisywana terrorystom, ale z odtajnionych w 2010 roku dokumentów wynika, że zabili go żołnierze z jednostek rządowych.

## Upamiętnienie
W 2011 roku jego imieniem nazwano plac w Bukareszcie, który wcześniej nosił nazwę Razzoare. Plac Danny'ego Huwé (ro. Piața Danny Huwé) znajduje się niedaleko Drumul Taberei. Plac był miejscem jego śmierci.
Również dworzec autobusowy w okolicy nosi jego imię.